# 石油生産プラント
石油生産プラント（せきゆせいさんプラント、oil production plant）は、石油類を主要な構成要素に分離して輸出用に生成するために油井から生産流体を処理する施設。 処理施設を持たない石油貯蔵所とは異なる。 
典型的な生産流体資源には石油のほか、ガス、生産水の混合物などがあり、多くの恒久的なオフショア施設にはトータルな生産施設がそなわっている。   より小さな石油プラットフォームおよび海底の井戸は、近くのオフショア処理設備または陸上ターミナルにあり、直近の製造施設に製造流体を輸出する。生成された油は時に安定化させて（ 蒸留の状態）蒸気圧を低下させ、硫化水素を除去することによって「酸っぱい原油を甘く」し、原油を貯蔵および輸送に適するようにしている。 

## オフショア処理
生産工場は油井をクリスマスツリーの生産翼弁に例えることができる。 各ウェルからのリザーバー液はフローラインを介してチョークバルブに配管され、 チョークバルブは流速を調整して流体の圧力を下げます。  各ウェルからの流線は、入口のマニホールドで集められ、３つの流体相を分離する（第一段階） 分離器に導かれる。 生成された水 、最も密な相は、油を生成した水相の上に浮遊する分離器の底部に沈降し、ガスセパレータの上側部分を占める。 

二段オイル分離トレイン

第一段分離器からの油は、さらなる分離のために熱交換器内で冷却または加熱される。次いで、油は、油／ガス／水をさらに分離するために第１段よりも低い圧力で動作する第２段分離器かまたは水をさらに除去するために合体器のいずれかに送られる。  連続してより低い圧力で操作する分離段階は溶存ガスの量を減らすことを目的としており、したがって輸出石油規格を満たすために石油の引火点を下げることを目的としている。  油流量のためには、流れを処理しそしてターンダウン能力を供するために分離器の並列配列が必要となってくる。 
分離の最終段階からはより粗いものから輸出仕様を満たすために油を冷却し、流量を正確に測定計量し 、次にパイプラインを介して陸上ターミナルにポンプで送ります。コンクリート重力ベース構造やFPSOのような設備は継続的にオイルを充填され、そして定期的にオイルタンカーに排出される一体型オイル貯蔵タンクを備える。 
分離器／コアレッサからの生成水は、大気圧近くで作動する生成水脱気装置に送られて、水から溶解ガスを除去する。 生成された水はその後、 液体サイクロンに送られて同伴されているオイルと固形分を取り除き、その後リザーバーに再注入されるか、船外に捨てられます。 船外処分のためには、水は、約３０ｐｐｍ未満の水中油量を有するべきであるからで  オフショア産業の初期の頃は、船上処分前に生成された水をきれいにするために平行板分離装置が使用されていた。よりコンパクトなハイドロサイクロンは、1980年代に導入された。 

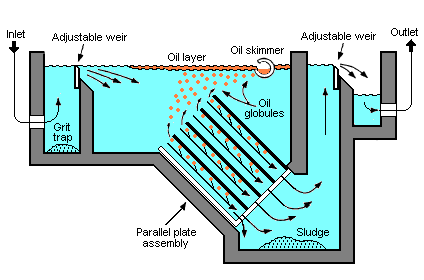
平行板セパレータ

フラッシュガスまたは湿式ガスとしても知られている分離器の頂部からの付随ガスは、水および液体アルカンで飽和されている。ガスは通常スクラバー、コンプレッサーおよびクーラーを通って送られてガスの圧力を高め、液体を除去する。  グリコール脱水塔中でトリエチレングリコールと向流接触させることによりガスを乾燥させることができる。  乾燥ガスは送出に利用できるためガスリフト 、フレア、インストール発電用燃料、またはさらなる圧縮再注入後にリザーバとしても使用される。 

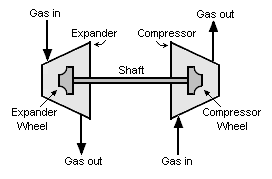
膨張タービン

輸出ガスの規格を満たすために、乾燥ガスをさらに処理することができます。  過剰の二酸化炭素 （ＣＯ ２ ）は、 アミンガス処理プロセスにおける処理によって除去することができ、それによって、ＣＯ ２は、接触塔内のアミンの向流中に優先的に溶解される。 硫化水素はアミンを使用するか、またはガスを酸化亜鉛吸収剤の床に通すことによっても除去することができる。 輸出用炭化水素の露点仕様（通常5℃で100 barg  ）は、高級アルカン（ ブタン 、 ペンタンなど）を除去するのはガスを冷却することで満たすことができます。これは冷却システムによってガスをジュール - トムソン弁、またはターボエキスパンダーを通して通過させ、液体を凝縮させそして分離することにより可能となる。輸出ガスは、ガスパイプラインを介して陸上ターミナルに送られる前に流量は正確に測定計量される。 
ガス処理プラントからの凝縮液体は、安定剤（ 蒸留 ）塔で安定化されてガス流と混合することができるガス生成物と石油輸出流と混合することができる天然ガス液体 （ＮＧＬ）を生成することができる。 

## 陸上ターミナル
陸上石油ターミナルは一般に、原油を安定化させ、沖合で分離しなかったあらゆる生成水および軽質炭化水素を除去するために続いてセパレーターおよびコアレッサーを加熱し、陸上分離器は沖合分離器よりも低い圧力で作動する傾向があるので、より多くのガスが発生する。付随するガスは一般に圧縮され、露点にされそして専用のパイプラインを介して輸出される。陸上ターミナルには輸出ルートが利用できなくなった場合オフショア生産を継続できるようにするために、大型の原油貯蔵タンクを備える。石油精製所への輸出は、パイプラインまたはタンカーのいずれかによる。 
陸上ガスターミナルは、入ってくるガス流から液体を除去するための設備を有することができる。 ガス処理プロセスは、ユーザへのガス分配の前のグリコール脱水、ガスの甘味化、炭化水素露点制御およびガス圧縮を含み得る。 

## ユーティリティとサポートシステム
生産およびガスおよび石油処理システムに加えて、オフショア設備の生産および占有を支援するために、一連の補助システム、支援システムおよびユーティリティシステムが提供されている。 システムは 以下の通り。 
- グリコール再生 - 水分を多く含むグリコールを加熱して乾燥ガスで取り除き、水分を追い出します。
- アミン再生 - 豊富なアミンを加熱し、スイートガスでストリッピングしてCO 2とH 2 Sを除去する
- 燃料ガス - ガスタービンに動力を供給し 、逃がしシステム、排気システムおよびフレアシステムをパージするために使用されます。
- ガスのパージ - タンクにブランケットガスを供給し、メンテナンスの前に容器をパージします。
- 不活性ガス - タンクにブランケットガスを供給し、メンテナンスの前に容器をパージします。
- ディーゼル燃料 - 消火ポンプ用ディーゼルエンジンおよび発電機の起動用
- 航空燃料 - ヘリコプターの給油
- 大気ベント - 低圧システムのガス処理およびメンテナンスパージ
- Relief and Flares - 通常および運転停止条件下での余剰ガスの安全な回収と処分
- パイプラインピギング - パイプラインのクリアと監視
- 井戸試験施設 - 個々の井戸からの流量を決定するための試験分離器
- 海水 - 洗い流し、冷却、洗い流しに使用
- 消防用水 - 消火のための海水
- 水噴射-に注入脱気した海水油溜め生産井に向けてオイルを駆動し、タンク圧を維持するために、
- 飲料水 - 供給容器から詰め込まれた、または海水の逆浸透によって船内で作られた飲料水
- 冷却媒体 - ガスとオイルの流れを冷却します。海水（直接）冷却または淡水／グリコール混合物のいずれかを含むもの
- 加熱媒体 - ガスとオイルの流れを加熱する、HVAC。熱油または淡水／グリコール混合物を含むもの
- 閉鎖（プロセス）排水 - メンテナンスの前にプロセス機器を排水するため
- オープンドレーン - デッキエリアからの排水、危険エリアドレーンは非危険エリアドレーンから分離され、船外に配置されている
- 下水処理 - 「黒」（トイレの意味）および「灰色」（洗面台およびシャワー）水の浸軟および船外処理
- プラント/サービスエア - エア駆動式工具の駆動、船舶のパージ
- 計装空気 - 空気圧作動式コントローラーおよびバルブの操作用
- 発電 - ディーゼルエンジンまたはガスタービン駆動発電用のディーゼルまたは燃料ガス
- 化学薬品の貯蔵と注入 - 坑井流体の分離を助け、設備の運転を維持するために、メタノール、グリコール、腐食防止剤、スケール防止剤、酸素除去剤、H 2 S除去剤、エマルジョンブレーカー、フォームブレーカー、ワックス防止剤
- シールオイルおよび潤滑油貯蔵 - コンプレッサー、ガスタービンおよびディーゼルエンジン用
- 油圧オイル - 海中および地下井戸機器の運転
- HVAC - 密閉型プロセス工場および宿泊施設用
- 掘削施設 - バルク化学物質貯蔵、井戸掘削装置